# Bohdan Sehin

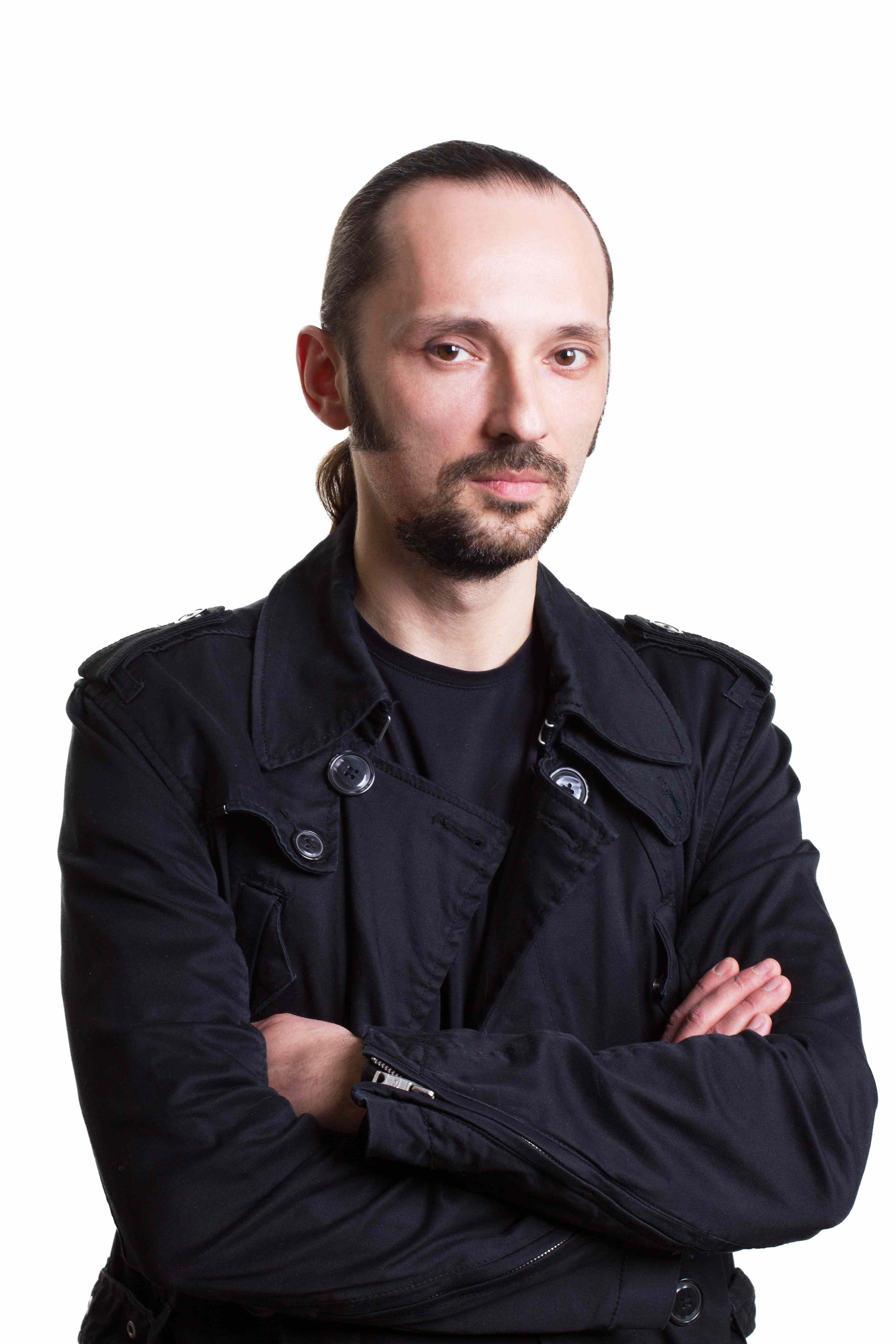
Bohdan Sehin

Bohdan Dariiovych Sehin (nacido 1976 en Borshchiv) es un compositor ucraniano y organizador de programas musicales.

## Biógrafo
Nació en 1976, Óblast de Ternopil. En 1999, se graduó en el Conservatorio de Leópolis. La música del compositor se interpreta constantemente en Ucrania y en el extranjero. Ha sido parte de colaboraciones musicales con el Instituto Polaco en Kiev, el Goethe-Institut y el Foro Cultural Austriaco. Simultáneamente, en 2012, Bohdan Sehin comenzó a trabajar como Director Comercial para el desarrollo de la música contemporánea de la Filarmónica Regional de Leópolis y Director Ejecutivo del Festival Contrastes.
Es galardonado con el Premio Levko Revutsky, 2004.